# Cyanide and Happiness
Cyanide and Happiness é uma webcomic publicada no site Explosm e feita por quatro autores. Foi fundada em 9 de dezembro de 2004, e tem suas tiras publicadas diariamente desde 26 de janeiro de 2005. Elas aparecem frequentemente em sites como Myspace, LiveJournal, em fóruns e blogs, como é abertamente permitido e encorajado aos fãs postar e link as imagens, um comportamento que muitos cartunistas da web consideram como roubar. Os autores de Cyanide and Happiness atribuem o sucesso das suas tiras a essa frequente e natural contradição.
O site anunciou que tem recebido um milhão de visitantes diários (a partir de 20 de novembro de 2006) e é uma das três mil páginas mais visitadas da web, segundo o site Alexa.com. Em 19 de setembro de 2006, o notável blog sobre games Joystiq organizou uma votação sobre as tirinhas em quadrinhos onlines preferidas dos seus leitores, e Cyanide and Happiness, desbancando Superjerk Returns, competiu contra oito outros sites de tiras, abocanhou 30% dos votos e venceu aquela enquete. Os criadores também tem feito anúncios para televisão para a Orange Wednesday, da Orange's Mobile, que têm sido publicados no jornal The Sun.

## Pré-Explosm.net
Antes do site Explosm.net, em 1998, Matt Melvin, residente na Califórnia, criou um site chamado Sticksuicide, que apresentava suas animações em Flash de homens-palitos, inspirados em sites como Stickdeath.com. Pelo Newgrounds.com ele conheceu Rob DenBleyker, residente no Texas, um aspirante a animador de Flash com o mesmo estilo que ele. Rob se uniu ao Sticksuicide depois que Matt fez uma proposta a ele, passada por uma resenha que ele deixou em uma das animações de Rob, no Newgrounds.
No começo de 2001, outro aspirante a animador em Flash, da Irlanda, Dave McElfatrick, criou com a ajuda de seu amigo da escola, Michael Sterling, outro site focado em Flash, chamado StickWars. Similar ao Sticksuicide, esse site iria apresentar o trabalho em Flash de Dave. Por essa comunidade de Flash, Matt, Rob e Dave se conectaram e ambos os sites se tornaram populares. Quando StickWars foi fechado em 2003, Dave entrou para o Sticksuicide como um contribuidor em tempo integral. No final de 2004, o Sticksuicide também foi fechado em definitivo.

## Explosm
Cyanide and Happiness começou como uma pequena série de tiras desenhadas por Kris Wilson quando ele tinha 16 anos. Um dia, ainda doente em sua casa, sofrendo com uma dor de garganta estreptocócica, Kris se entretinha fazendo desenhos a mão, e que mais tarde passaria para o seu computador. Muito tempo antes, Kris criou seu pequeno site chamado Comicazi, o que permitiu a ele ter um mostruário dos seus quadrinhos para os outros. Kris compartilhou suas tiras no fórum de Sticksuicide.com. Os webmasters de Sticksuicide (Matt Melvin, Rob DenBleyker e Dave Mcelfatrick) eventualmente desistiram de StickSuicide e começaram o Explosm.net, um novo site menos focado em animações em Flash de homens-palito mortos, e mais em arte em geral. Eles viram potencial nas tiras de Kris, então eles usaram seu novo site para hospedar o seu trabalho. Explosm é atualmente dirigido por Matt, Robe, Dave, Kris e o administrador do fórum, Lee Mulvey, (conhecido como "Kwanza", seu nick no fórum). O time completo de Explosm (excluindo Lee) agora faz tiras de Cyanide and Happiness. A maioria é baseada no estilo de Kris, embora haja ocasionais distorções. O atual nome Cyanide and Happiness (Cianeto & Felicidade, em português) vem de uma tira onde um personagem está vendendo um algodão-doce feito de cianeto e felicidade. O outro personagem replica: “Felicidade?!?! Coisa quente! Vou levar quatro”.
Ocasionalmente, o Explosm cria uma Semana dos Convidados. Leitores mandam suas idéias aos administradores, e as melhores são escolhidas como as tiras diárias ao longo da semana. O mais notável artista convidado é o AltF4, autor da animação em Flash de Ultimate Showdown of Ultimate Destiny.
Numa notícia postada no site em 14 de outubro de 2007, Rob anunciou que eles estavam com um projeto em andamento para traduzir todas as tiras no arquivo para vários idiomas. No post seguinte, Rob disse que retorno foi fenomenal, com 1300 respostas oferecendo traduções em mais de 20 idiomas.

### Outros dados
- Desde 2006 estão lá um total de 15 curtas animações em Flash feitas pelos administradores do site. Eles seguiram a mesma temática dos quadrinhos de Cyanide and Happiness e desenharam no mesmo estilo. Todas as vozes dos personagens são dos próprios webmasters.
- O site hospedou Joe Zombie, uma série em Flash feita por Rob. Trabalhos em Flash de Matt e Dave também se encontram no site.
- O Explosm também tem uma loja de mercadorias, na qual os fãs podem comprar uma variedade de camisetas estampadas de Cyanide and Happiness.
- Um livro foi lançado por Kris Wilson contendo seu primeiro volume de tiras de Cyanide and Happiness.
- Wilson anunciou em 6 de setembro de 2006 que ele está preparando um segundo volume das tiras de Cyanide and Happiness.[6]
- No fórum há uma história interativa onde os usuários sugerem o que um personagem deve fazer.

## Estilo
O estilo de Cyanide and Happiness é melhor descrito como um humor negro, cínico e às vezes ofensivo. Temas frequentes de humor incluem deficientes, câncer, assassinato, suicídio, necrofilia, abuso sexual de menores, desvios sexuais, doenças sexualmente transmissíveis, sexismo, racismo, automutilação, niilismo e violência. Os quadrinhos nem sempre tem uma piada definitiva, e podem ter vários quadros de “silêncio constrangedor” depois de (ou ao invés de) uma piada, com os personagens simplesmente encarando uns aos outros. Essas pausas constrangedoras mais a arte dos desenhos palitos espelham o humor surrealista e os desenhos palitos do animador e humorista Don Hertzfeldt. Existem poucos personagens que reaparecem e não há uma caracterização visual, com personagens eventualmente atuando irracionalmente ou com nonsense. Dos poucos personagens que voltam a aparecer, se incluem super-heróis com nomes peculiares como Seizure Man (Homem Epilepsia),  Ass Rape Man (Homem Arrombador de Cu), SuperJerk (Super Canalha), “LOL FAG MAN” (“HOMEM HAHA BIXA”), Punchline Spoiler (Homem-Spoiler), Rubber Arm Man (Homem Braços de Borracha), Firework Man (Homem Fogos de Artifício), Education Man (Homem Educação). Outros personagens recorrentes incluem Trelaf the Wise (Trelaf o Sábio) e o vilão Purple-Shirted-Eye-Stabber (Esfaqueador de olhos de camisa roxa) Existem ainda dois outros personagens não-super-heróis recorrentes nas tiras desenhadas por Rob: Charles, um namorado insensível e grosso, e sua namorada, que frequentemente aguenta o ímpeto da sua estupidez e de seus abusos.
A falta de caracterização dos personagens é compensada por um estilo primitivo de desenhar. Os personagens raramente tem nomes, e são geralmente distinguíveis pelas cores das suas camisetas. Isso naturalmente evita a maioria do humor direcionado ao personagem. Os personagens masculinos quase sempre não tem cabelo, o que às vezes acaba sendo motivo de piada entre eles próprios. Personagens femininos são distinguíveis pelos seus cabelos longos e o tamanho dos peitos, eventualmente usado como um efeito cômico. A tira também faz  referências à cultura pop como Nike e Guerra nas Estrelas, e à celebridades como Lindsay Lohan e Metallica. Zumbi Jesus também tem numerosas aparições, geralmente numa tira contendo blasfêmias ou trocadilhos religiosos.
Todos os quatro artistas também ocasionalmente usam a borda dos quadrinho como parte da própria história, permitindo que os personagens dentro da tira interajam com ela de alguma forma. As histórias frequentemente usam metalinguagem, com personagens reconhecendo seu status como desenho numa tira em quadrinho online, e discutindo o que fazer a partir disso, como consequência.